# Cicadomorpha
Infra-ordre
Les Cicadomorpha (les cicadomorphes en français) sont un infra-ordre d'insectes hémiptères du sous-ordre Auchenorrhyncha (selon les normes taxonomiques récentes).
À la suite de l'évolution de la classification (cf. évolution de la classification), cet infra-ordre devrait être renommé en Clypeorrhyncha (études en cours).

## Super-familles
Selon ITIS (7 nov. 2013), NCBI (7 nov. 2013) et Fauna Europaea (7 nov. 2013)
- Cercopoidea
- Cicadoidea
- Membracoidea (qui a pour syn. invalide d'après ITIS : Cicadelloidea)